# Xinxiang
Xinxiang (新乡 ; pinyin : Xīnxiāng) est une ville du nord de la province du Henan en Chine. Selon le rencensement de 2010, la préfecture compte 5 707 801 habitants sur une superficie de 8 629 km2 et la ville compte environ 914 936 habitants sur une superficie de 346 km2. On y parle le dialecte de Xinxiang du jin yu.

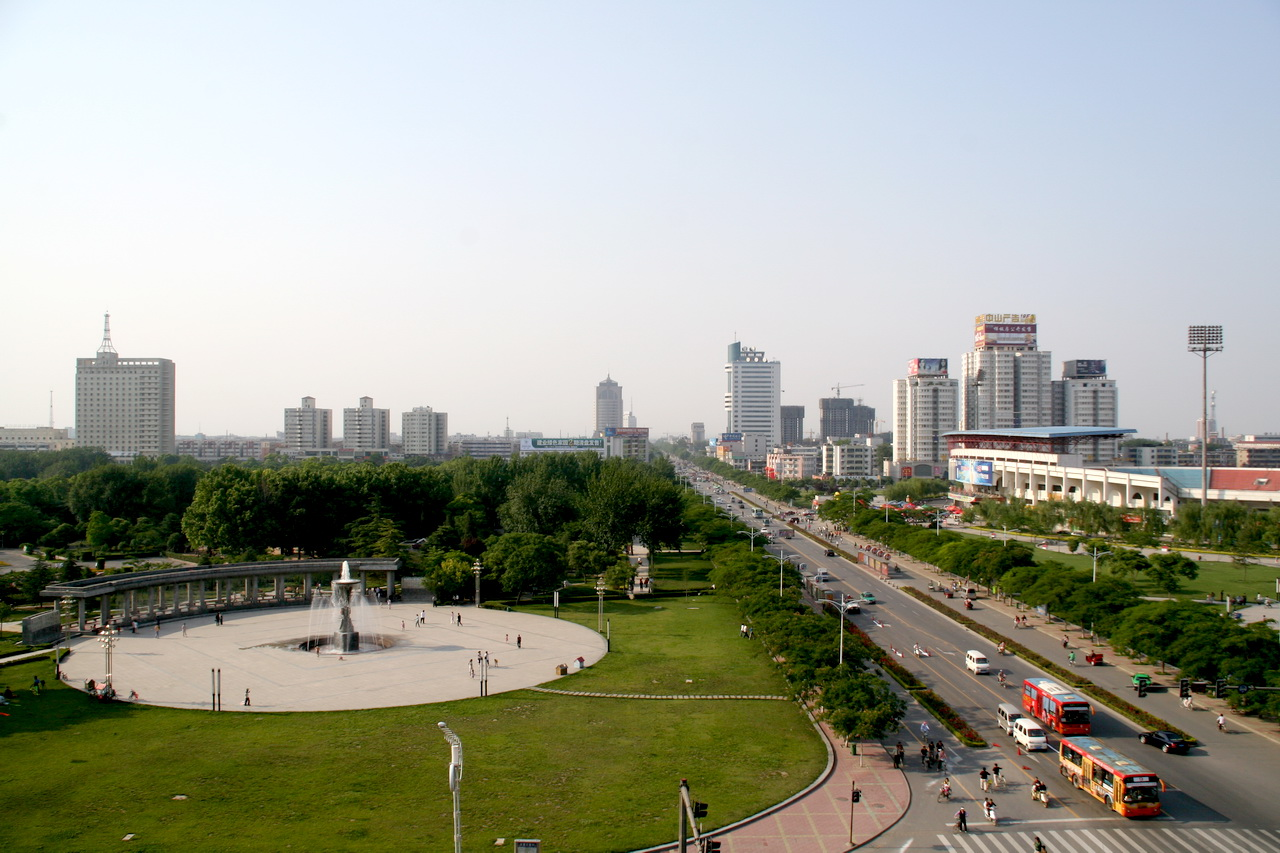
Vue sur la rue de la porte Est du parc populaire de la ville de Xinxiang et de l'avenue Heping

## Histoire
Xinxiang date de la dynastie Sui (581-618) et était une petite ville marchande jusqu'à son développement industriel dans les années 1950. Elle a été capitale de l'éphémère province de Pingyuan entre 1949 et 1952.

## Transports
La ville est un nœud ferroviaire, et le port navigable amont de la rivière Wei (zh). La rivière, navigable depuis les années 1950 pour les petites embarcations, relie Xinxiang à Tianjin.

## Économie
L'industrie agro-alimentaire et le textile sont les principaux secteurs d'activité.
En 2005, le PIB total a été de 54,4 milliards de yuans, et le PIB par habitant de 9 876 yuans.

## Subdivisions administratives
La ville-préfecture de Xinxiang exerce sa juridiction sur douze subdivisions - quatre districts, deux villes-districts et six xian :
- le district de Weibin - 卫滨区 Wèibīn Qū ;
- le district de Hongqi - 红旗区 Hóngqí Qū ;
- le district de Fengquan - 凤泉区 Fèngquán Qū ;
- le district de Muye - 牧野区 Mùyě Qū ;
- la ville de Weihui - 卫辉市 Wèihuī Shì ;
- la ville de Huixian - 辉县市 Huīxiàn Shì ;
- le xian de Xinxiang - 新乡县 Xīnxiāng Xiàn ;
- le xian de Huojia - 获嘉县 Huòjiā Xiàn ;
- le xian de Yuanyang - 原阳县 Yuányáng Xiàn ;
- le xian de Yanjin - 延津县 Yánjīn Xiàn ;
- le xian de Fengqiu - 封丘县 Fēngqiū Xiàn ;
- le xian de Changyuan - 长垣县 Chángyuán Xiàn.

## Personnalités
Liu Guoliang (1976-), pongiste, double champion olympique.